# Самарина, Ольга Петровна
Ольга Петровна Самарина — советский биолог, лауреат Ленинской премии 1976 года.

## Биография
Родилась в 1915 г.
Окончила МГУ (1940).
Работала в Институте морфологии животных им. А. Н. Северцова Академии наук СССР в лаборатории биохимии клеточных структур.
С 1963 г. в Институте молекулярной биологии АН СССР, с 1966 г. старший научный сотрудник.
Доктор биологических наук (1970). Диссертация:
- Информационная РНК животных клеток и ядерные рибонуклеопротеиды, содержащие информационную РНК [Текст] : Автореферат дис. на соискание ученой степени доктора биологических наук. (093) / АМН СССР. — Москва : [б. и.], 1968. — 30 с. : граф.

Ленинская премия 1976 года (в составе авторского коллектива) — за цикл работ по открытию и изучению информосом — нового класса внутриклеточных частиц.

## Сочинения
- Молнар Я., Самарина О. П., Георгиев Г. П. Ядерные рибонуклеопротеиды, содержащие информационную РНК. 5.Белковый состав частиц. Мол. Биол., 1968, т.2, № 6, с.795-806
- Самарина О. П., Кричевская А. А., Брусков В. И. и др. Ядерные рибонуклеопротеиды, содержащие информационную РНК (выделение и свойства). Мол.биол., 1967, т.1, № I, с.129-141
- Самарина О. П., Асриян И. С., Георгиев Г. П. Выделение ядерных нуклеопротеидов, содержащих информационную РНК. Докл. АН СССР, 1965, т.163, № 6, с.1510-1513
- Характеристика хромосомной информационной рибонуклеиновой кислоты. 1965 О. П. Самарина, М. И. Лерман, В. Д. Туманян, Л. Н. Ананьева, Г. П. Георгиев. Биохимия, 1965, том 30, вып. 4, с. 880—893